# Ordinariato da Áustria para os fiéis de rito oriental
O Ordinariato da Áustria para os fiéis de rito oriental é um ordinariato católico. Em 2010 havia 10.000 batizados. Está sujeita ao arcebispo cardeal Christoph Schönborn, O.P.

## Território
A circunscrição abrange todo o território austríaco, e serve aos fiéis que seguem o rito bizantino, contando com 9 paróquias. Sua sede episcopal se localiza em Viena.

## História
O ordinariato foi erigido em 1956.

## Líderes
- Franz König (13 de junho de 1956 - 16 de setembro de 1985)
- Hans Hermann Groër, O.S.B. (21 de fevereiro de 1987 - 14 de setembro de 1995)
- Christoph Schönborn, O.P. (6 de novembro 1995)